# Sachsen-Weimar-Eisenach

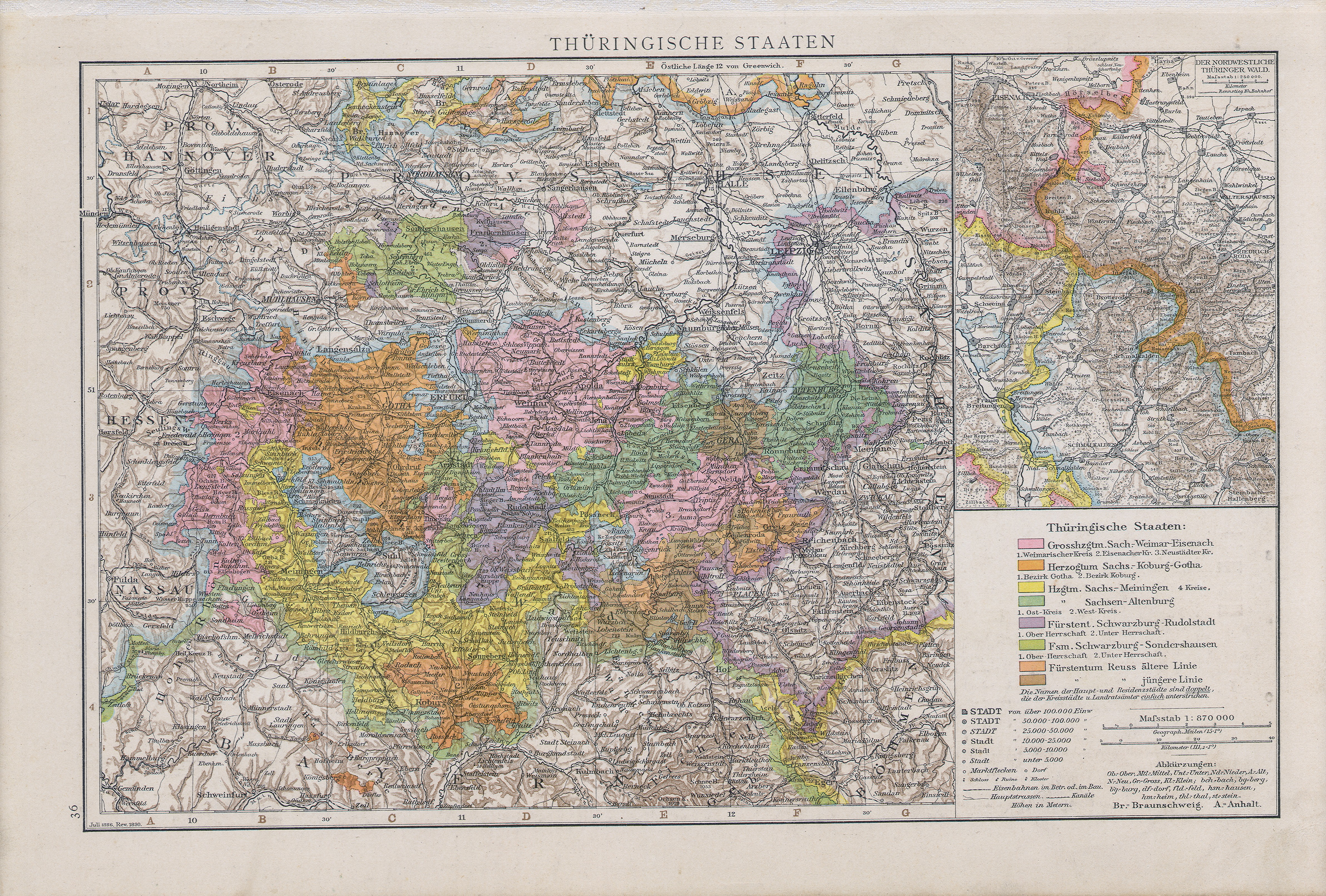
De thüringska staterna 1890 med Sachsen-Weimar-Eisenach i rosa.

Sachsen-Weimar-Eisenach var en tysk mikrostat och ett ernestinskt hertigdöme som låg i nuvarande Thüringen i Tyskland och som var resultatet av sammanslagningen av de två hertigdömena Sachsen-Weimar och Sachsen-Eisenach 1809. Vid Wienkongressen 1814–1815 fick det status som storhertigdöme och från 1903 betecknade det sig just som Storhertigdömet Sachsen, men det namnet användes sällan.
Storhertigens titlar var Storhertig av Sachsen-Weimar-Eisenach, lantgreve i Thüringen, markgreve av Meissen, riksgreve av Henneberg, herre till Blankenhayn, Neustadt och Tautenburg.

## Geografi
Storhertigdömet Sachsen-Weimar-Eisenach bestod av tre större delar, som låg kring floderna Werra, Saale och Weisse Elster, och 13 mindre delar. Det bestod av tre Kreise, Eisenach, Weimar och Neustadt. Grannländerna var Preussen, Sachsen, Bayern, Hessen-Kassel (fram till 1866, efter det den preussiska provinsen Hessen-Nassau), och alla stater i Thüringen (de tre sachsiska hertigdömena (Sachsen-Altenburg, Sachsen-Coburg-Gotha och Sachsen-Meiningen) de båda furstehusen av Reuss (Reuss av äldre linjen och Reuss av yngre linjen) och de båda schwarzburgiska furstendömena (Schwarzburg-Rudolstadt och Schwarzburg-Sondershausen).
De viktigaste floderna i området var Saale som flyter genom Jena i öst, Werra, som flyter genom Vacha och förbi Eisenach med sina bifloder Felda och Ulster i väster, Unstrut i enklaverna Allstedt och Oldisleben i norr, Weiße Elster genom Berga längst bort i öster och slutligen Ilm som flyter genom i Ilmenau, Weimar och Apolda.
Landets högsta punkter var Kickelhahn vid Ilmenau (882 m ö.h.), Ellenbogen i Rhön (814 m ö.h.) och Ettersberg vid Weimar (477 m ö.h.).

## Historia
Hertigdömet bildades 1809 genom realunionen av de två ernestinska hertigdömena Sachsen-Weimar och Sachsen-Eisenach. Dessa två hertigdömen hade varit i personalunion mellan juli 1741, då hertig Vilhelm Henrik dog och hans gren utslocknade, och 1809. År 1815 blev hertigdömet ett storhertigdöme.
Genom arvprinsen Karl Fredriks giftermål med den ryska storfurstinnan Maria Pavlovna den 3 augusti 1804, kom landet under den ryska tsaren Alexanders beskydd, något som väl behövdes i det kaos som napoleonkrigen hade skapat i Europa. Efter slaget vid Jena och Auerstädt den 14 oktober 1806 plundrades Weimar och Karl August var, för att inte förlora sitt land, tvungen att ansluta sig till Rhenförbundet, vilket han också gjorde den 15 december samma år. Sedan slogs hans trupper under fransk flagg i det ryska fälttåget 1812 och ända till 1813. Då bytte han dock sida igen och gick med i den stora alliansen mot Napoleon.
Hertig Karl August fick vid Wienkongressen, 1814–1815, tack vare tsar Alexanders påverkan, titeln storhertig och kunde dessutom utöka sitt territorium med cirka 1 700 km². Hertigdömet fick delar av distriktet Neustadt an der Orla (629 km²), stora delar av Mainzenklaven Erfurt och dessutom några små herredömen som till exempel Blankenhein och Kranichfeld. Vid Röhn fick han några områden från Hessen och det tidigare sekulariserade klostret Fulda. 
Den 5 maj 1816 trädde hans nya författning i kraft och den var för sin tid mycket liberal och i parlamentet, som samlades 1817 satt tolv fritt valda ledamöter, däribland historikern Heinrich Luden.
Karl August skyddade tryckfriheten, gynnade universitetet i Jena samt befordrade handel och näringar. Genom att kalla till sig Goethe, som han gjorde till hertigdömets mest inflytelserika ämbetsman och som stannade där i över 50 år samt Schiller, Wieland och Herder gjorde han Weimar för en tid till Tysklands kulturella medelpunkt. Politiskt fortsatte han att med sina nära band till Ryssland och Preussen. Den linjen följde även hans son Karl Fredrik, vars döttrar Maria och Augusta gifte sig med de preussiska prinsarna Karl och Vilhelm, 1827 respektive 1829.
Karl Fredrik (1783–1853), som var storthertig 1828–1853, var inte lika bra som sin berömda far när det gällde att flörstå tendenserna i den nya tiden. hans hustru, Maria (1786–1859) var dock mycket intresserad av kultur och beskyddade därför kulturlivet i Weimar. hon ville förhindra att storhertigdömet sjönk tillbaka i obetydlighet och så gjorde även deras son, Karl Alexander (1818–1901), som var storhertig 1853–1901. Efter Karl Alexanders död i januari 1901 tog hans sonson Vilhelm Ernst över tronen och han blev den siste regenten på tronen i Weimar. Den 9 november 1918 tvingades han abdikera och av hans storhertigdöme bildades fristaten Sachsen-Weimar-Eisenach. 1920 blev detta en del av Land Thüringen med Weimar som huvudstad.

## Politik
Den 5 maj 1816, först av alla tyska furstar, gav Karl August sitt land en konstitutionell författning. Hans son, Karl Fredrik, var även han reformvänlig, men han genomförde inte alls så snabba och genomgripande reformer att han kunde undvika oroligheter i mars 1848. Det var då upprorsstämning i Weimar och Karl Fredrik kallade till sig ledaren för oppositionen, Oskar von Wydenbrugk, för att nå en uppgörelse. Efter revolutionerna det året genomförde han 1849–1850 en lång rad reformer inom förvaltningen och rättskipningen och den 15 oktober 1850 reviderades konstitutionen. Landet hade agnatisk tronföljd och man hade tre ledamöter i Tyska rikets riksdag. Man var 1809–1813 medlem av Rhenförbundet, 1815–1866 medlem av Tyska förbundet, 1866–1871 medlem av Nordtyska förbundet och 1871–1918 medlem av Tyska riket.

## Utbildning
I Sachsen-Weimar-Eisenach fanns det ett universitet, i Jena. Det finansierades tillsammans med de andra thüringska staterna. I Weimar fanns det dessutom olika konst- och musikskolor och i Ilmenau fanns det en privat teknisk högskola. Gymnasieskolor fanns i Weimar, Eisenach och Jena, realskolor i Weimar, Apolda, Jena, Eisenach, Neustadt och Ilmenau.
1895 fanns det dessutom 462 folkskolor som gav varje medborgare möjlighet till åtminstone fyra års skolgång. Bibliotek med 200 000 eller fler volymer fanns i Weimar och i Jena. Landets statsmuseum öppnades 1869 och låg i Weimar.
I Weimar fanns det dessutom olika konst- och musikskolor och i Ilmenau fanns det en privat teknisk högskola. Gymnasieskolor fanns i Weimar, Eisenach och Jena, realskolor i Weimar, Apolda, Jena, Eisenach, Neustadt och Ilmenau.

## Furstar av Sachsen-Weimar-Eisenach

### Hertigar av Sachsen-Weimar-Eisenach, 1809–1815
- 1809–1815: Karl August (1757–1828); hertig av Sachsen-Weimar och av Sachsen-Eisenach från 1758.

### Storhertigar av Sachsen-Weimar-Eisenach, 1815–1918
- 1815–1828: Karl August (1757–1828)
- 1828–1853: Karl Fredrik (1783–1853)
- 1853–1901: Karl Alexander (1818–1901)
- 1901–1918: Vilhelm Ernst (1876–1923)

### Överhuvud för huset Sachsen-Weimar-Eisenach, 1918–
- 1918–1923: Vilhelm Ernst (1876–1923)
- 1923–1988: Carl August (1912–1988)
- 1988–: Michael (1946–)